# Хейвърхил (Ню Хампшър)
Вижте пояснителната страница за други значения на Хейвърхил.
Хейвърхил (на английски: Haverhill) е град в САЩ, щата Ню Хампшър. Административен център е на окръг Графтън. Населението на града е 4574 души (по приблизителна оценка от 2017 г.).